# Ruska križarka Admiral Nahimov
Admiral Nahimov (rusko Адмирал Нахимов) je tretja težka jedrska raketna križarka razreda Orlan Ruske vojne mornarice. Po končanem remontu leta 2024 bo ladja postala najmočneje oborožena vojna ladja na svetu, s 174 najsodobnejšimi hiperzvočnimi raketami Cirkon in Redut. Je del 43. divizije raketnih ladij v Severomorsku.
Ladja je bila sprva v 1980. letih predana v uporabo Sovjetski vojni mornarici kot Kalinin (Калинин), vendar je bila 22. aprila 1992 preimenovana v Admirala Nahimova. Ladja je od leta 1997 v remontu in naj bi se v vojno mornarico vrnila s sodobnim orožjem leta 2023 ali 2024. Ruska oznaka za ta tip ladje je »težka jedrska raketna križarka«, vendar so nekateri zahodni obrambni poročevalci ponovno obudili izraz bojna križarka za njihovo opisovanje, saj so največje površinske vojne ladje na svetu. Admiral Nahimov je del Severne flote. Načrti, da naj bi po končanem remontu postal del Tihooceanske flote, so bili odpovedani.
Admiral Nahimov je med svojim služenjem nosil tri različne številke: »180« (1988), »064« (1989) in trenutno (od 1990) »085«.

## Načrt
Ladja je bila zgrajena drugače od vodilne ladje razreda Orlan, Kirova. Na sprednjem delu ladje sta bila protipodmorniška sistema Rastrub-B zamenjana z osmimi raketometi za zračno obrambo Kinžal (rakete niso bile nikoli nameščene). Sprednji štiri 30 mm CIWS topovi so bili zamenjani z dvema sistemoma Kortik. Na zadnjem delu je bil namesto dveh 100 mm topov nameščen en dvojni 130 mm top AK-130, podobno kot na razredu Atlant. V bližini vzletišča so bili štiri 30 mm CIWS topovi zamenjani s štirimi sistemi Kortik in premaknjeni na zadnji del nadgradnje.

## Zgodovina
4. januarja 1991 je bil poslan na odpravo v Sredozemsko morje skupaj s križarko Maršal Ustinov in rušilcema Severomorsk in Bezuprečni. Odred ladij se je v Severomorsk vrnil 25. julija 1991.
Julija 1997 je bil poslan v remont v Sevmaš v Severodvinsk. Remont se je začel 14. avgusta 1999 in naj bi se osredotočil predvsem na zamenjavo zastarele elektronske opreme, vendar je bil prekinjen pred zaključkom del. Leta 2006 je bila sprejeta odločitev za dokončanje modernizacije ladje, namesto gradnje jedrske podmornice razreda Antej Belgorod in leta 2008 je bil pripravljen nov načrta remonta z zamenjavo elektronske opreme in oborožitve. Leta 2011 je prišlo do ponovnih sprememb v načrtu remonta in ladja posledično ne bo predana vojni mornarici do leta 2012.
Leta 2012 je bil dokončno opredeljen obseg modernizacije ladje in 13. junija 2013 je Sevmaš podpisal pogodbo za remont in modernizacijo z ruskim ministrstvom za obrambo z načrtovano vrnitvijo ladje v vojno mornarico leta 2018.
Modernizacija Admirala Nahimova je ponovno stekla januarja 2014 in križarka naj bi bila po končanih delih oborožena s 60 raketami Cirkon, Kalibr, Oniks in Otvet.
Ladja je bila ponovno splavljena avgusta 2020 in naj bi začela morska preizkušanja leta 2023. Prejela naj bi 174 navpičnih izstrelilnih celic: 80 za protiladijske in 94 za rakete za zračno obrambo.